# Else Roesdahl
Else Roesdhal, née le 26 février 1942 à Sønderborg (Danemark), est une archéologue et historiennne danoise.
Les travaux de cette médiéviste portent surtout sur l'étude de la civilisation des Vikings au Danemark.

## Biographie
Else Roesdhal est l'un des enfants d'un couple de médecins. Après une scolarité commencée à Sønderborg, elle poursuit ses études à l'université de Copenhague d'où elle sort en 1969, titulaire d'une maîtrise en Histoire, spécialité Archéologie nordique.
L'année suivante elle rejoint l'université d'Aarhus où elle devient maître de conférences en archéologie médiévale en 1981, puis professeur en titre de1996 jusqu'en 2012.
Sa première publication majeure, en 1977, concerne l'étude qu'elle a menée avec Olaf Olsen sur la forteresse viking de Fyrkat dont ils ont codirigé les fouilles. Elle publie ensuite, en 1980, Danmarks vikingetid (« l'Ère viking au Danemark ») puis Vikingernes verden (« Le Monde des Vikings ») en 1987. Elle publie également d'autres ouvrages sur les thèmes du Moyen Âge et des Vikings.
Elle joue un rôle de premier plan dans la réalisation d'expositions itinérantes sur les Vikings comme Vikingerne i England og hjemme i Danmark au Danemark et à York ou Viking og Hvidekrist à Paris, Berlin puis au Musée national du Danemark à Copenhague.

## Distinctions et récompenses
- Lauréate du Prix Søren Gyldendal en 1988[3].
- Chevalier dans l'ordre de Dannebrog en 1992[3].
- Chevalier de Première Classe dans l'ordre de Dannebrog en 2007[4].